# Île Moe
L'île Moe est une île appartenant à l'archipel des Îles Orcades du Sud en Antarctique.

## Situation
L'île Moe est située à 300 mètres de l'extrémité sud-ouest de l'île Signy, dont elle est séparée par le chenal Fyr  (60°44'S, 45°41'O).

## Dimension et relief
Elle mesure 1,3 km environ du nord-est au sud-est, et 1 km environ du nord-ouest au sud-est (1,22 km2).
Le relief de l'île présente une pente abrupte sur ses versants nord-est et sud-est jusqu'au pic Snipe (226 m d'altitude). 

## Zone spécialement protégée de l'antarctique
En 1966 cette zone a été pour la première fois désignée, sur proposition du Royaume-Uni, comme constituait un échantillon représentatif de l'écosystème maritime antarctique. Depuis le traité sur l'Antarctique a repris, plusieurs fois (1991, 1995,  2002, 2007), le classement en  zone spécialement protégée. Lors de la XLe réunion lors de la réunion consultative du traité sur l'Antarctique (RCTA), un plan de gestion révisée de la zone est adopté. Il est repris en droit français par un décret du novembre 2020.
Le texte rappelle l'intérêt de la zone :  " la zone présente des valeurs environnementales exceptionnelles liées à la composition et à la diversité biologique d'un type d'écosystème littoral et terrestre antarctique pratiquement vierge ; l'île Moe contient les plus grandes étendues continues de tourbes de mousse Chorisodontium-Polytrichum connues en Antarctique. Le plan de gestion a pour objectifs  d'éviter toute modification majeure de la structure et de la composition de la végétation terrestre, en particulier les bancs de tourbes de mousses ; d'éviter ou réduire au maximum l'introduction de plantes, d'animaux et de microorganismes non indigènes dans la zone. En conséquence l'accès à la zone n'est autorisé que sur présentation d'un permis délivré par une autorité compétente.